# Motettenchor Stuttgart
Der Motettenchor Stuttgart ist seit mehr als 70 Jahren fester Bestandteil des Stuttgarter Konzertlebens. Große Oratorien, kammermusikalisch besetzte und A-cappella-Programme aus allen Musikepochen gehören ebenso zum Repertoire wie Erst- und Wiederaufführungen weitgehend unbekannter Kompositionen.
Der Chor wird durch die Landeshauptstadt Stuttgart und das Regierungspräsidium Stuttgart gefördert.

## Entstehungsgeschichte
Der Motettenchor Stuttgart wurde 1951 von KMD Günter Graulich gegründet, der ihn bis 2001 leitete. Von 2002 bis 2017 war Simon Schorr, von 2018 bis 2021 Felix Romankiewicz sein Dirigent; seit 2022 hat Ella Rosenberg die musikalische Leitung inne.
Rundfunk- und Schallplattenaufnahmen dokumentieren die traditionsreiche Geschichte des Chores, aus dem auch der Carus-Verlag hervorging.

## Chorprogramm
Der Motettenchor Stuttgart erarbeitet zwei bis drei Konzertprogramme pro Jahr, die vor allem in den großen Stuttgarter Kirchen wie der Stiftskirche, der Domkirche St. Eberhard und der Matthäuskirche aufgeführt werden. Dazu kommen gemeinsame Konzerte mit anderen Chören sowie Kantatengottesdienste in der Matthäuskirche Stuttgart.